# Wełyka Sewastianiwka
Wełyka Sewastianiwka (ukr. Велика Севастянівка) – wieś na Ukrainie, w obwodzie czerkaskim, w rejonie chrystyniwskim. W 2025 roku liczy 2307 mieszkańców.